# 光尾稃草
光尾稃草（学名：Urochloa reptans var. glabra）为禾本科尾稃草属下的一个变种。

## 扩展阅读
- 維基物種上的相關：光尾稃草